# I-20 서식
I-20 서식(영어: Form I-20, 또는 the Certificate of Eligibility for Nonimmigrant (F-1) Student Status-For Academic and Language Students)은 SEVP 인증을 받은 교육기관이 발행한 미국 국토안보부 문서로서 F 혹은 M 사증을 받은 학생의 정보를 기록한다. I-20 서식은 F-1, F-2, M-1, M-2 사증 소지자 전용이며, J-1 및 J-2 사증 소지자들은 미국 국무부가 인증한 교환 방문자 프로그램에서 발행하는 DS-2019 서식을 사용한다.

## 같이 보기
- J-1 비자